# Catesbaea sphaerocarpa
Catesbaea sphaerocarpa là một loài thực vật có hoa trong họ Thiến thảo. Loài này được Urb. mô tả khoa học đầu tiên năm 1912.